# Abomaso

Disegno schematico dello stomaco concamerato di ruminante. Vista dal lato destro dell'animale.

L'abomaso [pron. abomàso] è l'organo che nel complesso dello stomaco concamerato dei ruminanti ne costituisce lo stomaco ghiandolare. Esso viene colloquialmente definito anche come il "vero" stomaco dei ruminanti. L'abomaso infatti accoglie le ingesta fermentate e parzialmente drenate dall'acqua provenienti dai prestomaci tramite l'orificio omaso-abomasale e le sottopone all'azione di processi digestivi comparabili a quelli che avvengono nello stomaco degli animali monogastrici (tra cui l'uomo); successivamente vengono rilasciate nell'intestino tenue tramite il piloro. 
In particolare, mentre nel compartimento prestomacale costituito da reticolo, rumine ed omaso avvengono reazioni di fermentazione ad opera di batteri, protozoi, e muffe, nell'abomaso tutto ciò si interrompe a causa del pH estremamente acido e dei succhi gastrici prodotti dall'organo stesso che causano la digestione dell'alimento trasformato nella fase precedente e la distruzione dei microrganismi prestomacali, che sono parte fondamentale nell'apporto nutritivo dell'animale. 
Nei ruminanti l'abomaso risulta essere sviluppato e funzionante fin dalla nascita, contrariamente a quello che avviene ai prestomaci; ciò è necessario per poter digerire il latte materno, che è l'unica fonte di nutrimento per le prime settimane di vita, in grado di raggiungere direttamente l'abomaso tramite la doccia esofagea. Allo scopo, l'abomaso produce discrete quantità di caglio (o lab fermento), sostanza estratta e adoperato dai casari per fare il formaggio soprattutto in passato.

## Patologie
Una delle più frequenti patologie che interessano la vacca da latte è la "dislocazione abomasale". Questa malattia è caratterizzata dallo spostamento e successivo rigonfiamento dell'organo all'interno della cavità addominale, che può mettere a repentaglio la vita del soggetto.

## Cucina
L'abomaso dei bovini fa parte della trippa ed è impiegato a Firenze come ingrediente principale del lampredotto, tipico piatto povero della città toscana.

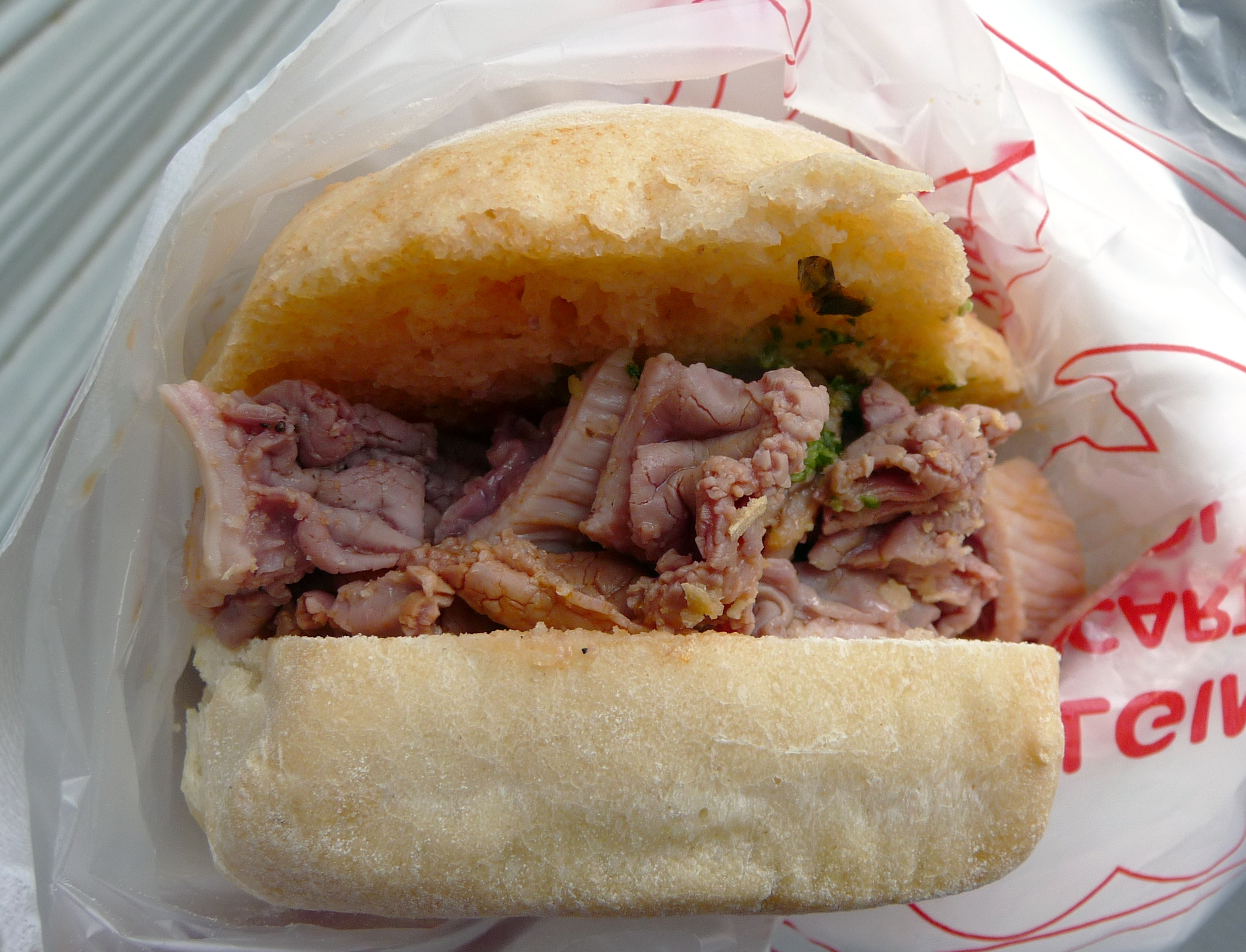
Panino con il lampredotto.